# Louka

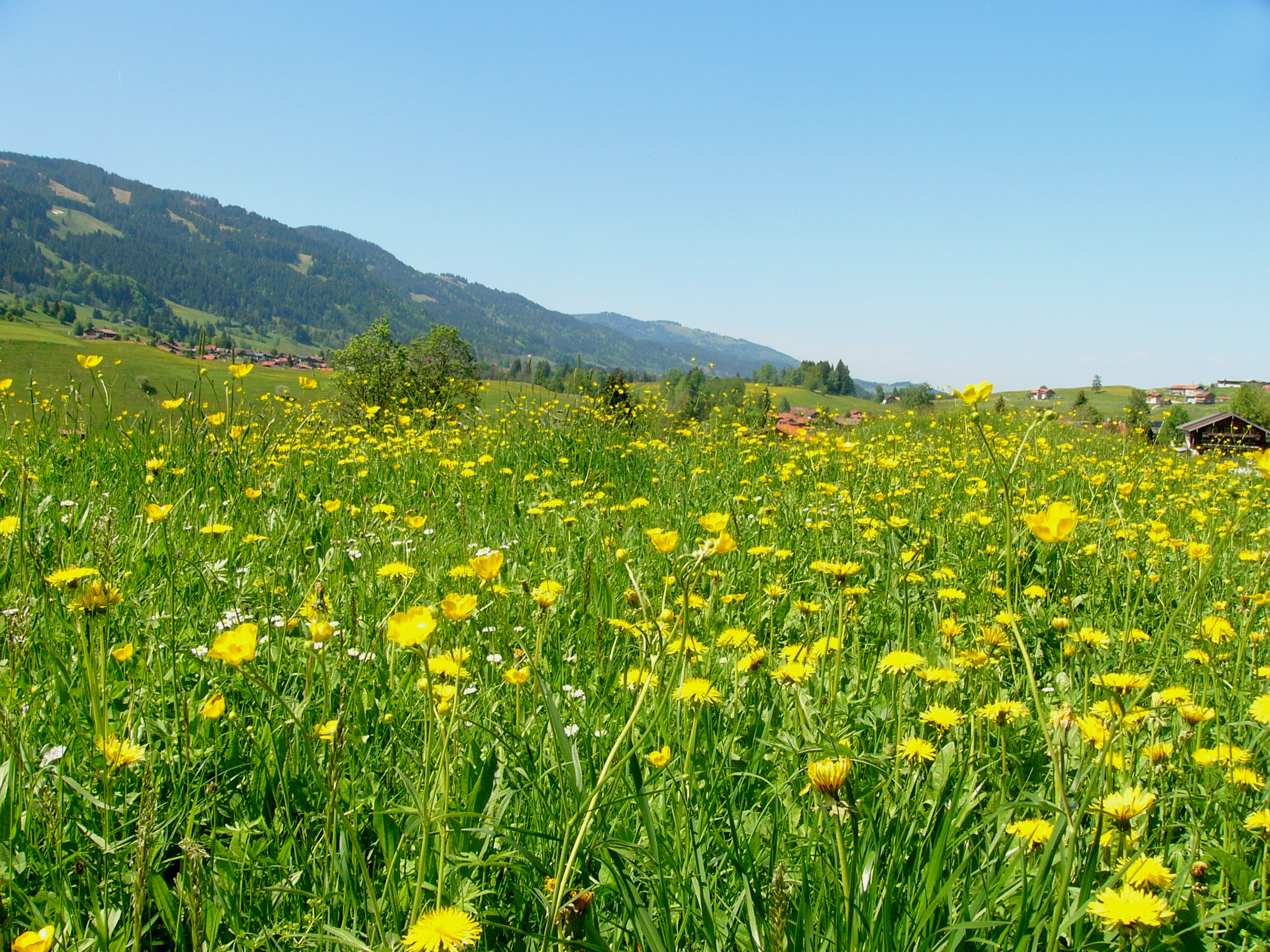
Kvetoucí louka

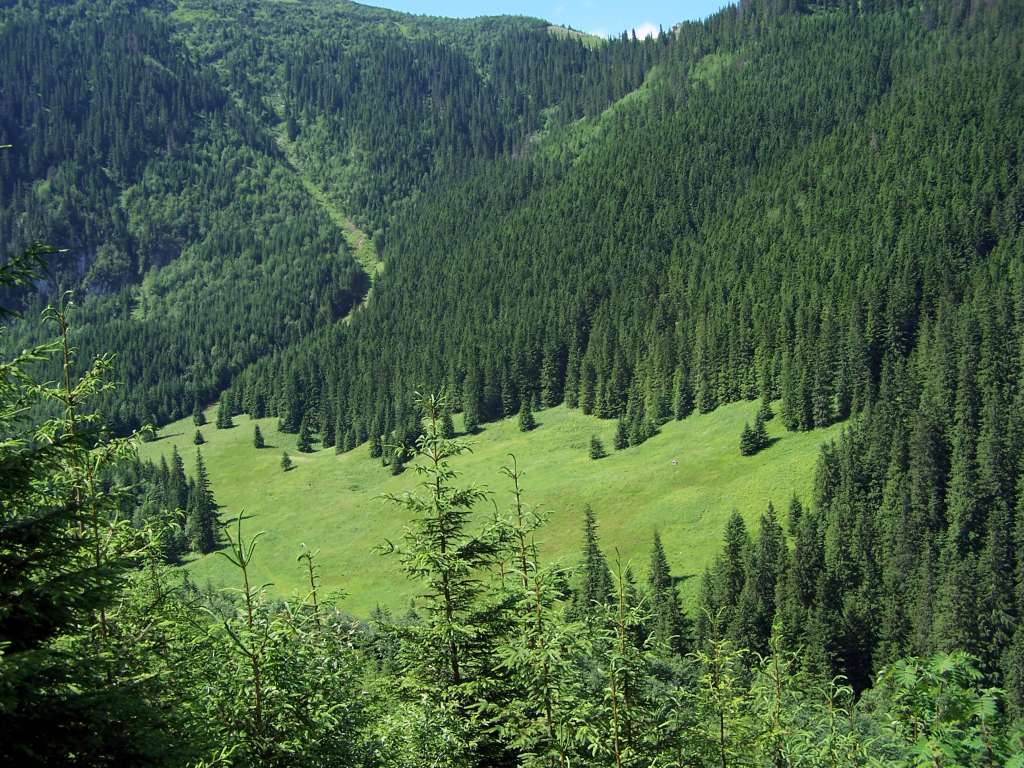
Horská louka (Dolina Miętusia, Polsko)

Louka (botanicky, geologicky, knižně či nářečně též niva či lučina) je přírodní společenstvo či zemědělská kultura tvořená společenstvím různých druhů trav, jetelovin a bylin. Louka je buď vytvořena uměle, nebo vzniká přirozeně. Příkladem přirozených luk jsou stepi, alpské louky nebo zaplavované louky na vlhčích pozemcích, nejčastěji v blízkosti vodních toků. Ve středoevropských podmínkách je naprostá většina luk druhotnou vegetací, vzniklou jako náhradní společenstvo původních listnatých a smíšených lesů a dlouhodobě udržovanou lidskými zásahy, které jí brání opětovné přeměně v les. 
Louky se využívají buď jako pastviny, kdy slouží jako zdroj potravy různým druhům hospodářských zvířat, jež se zde volně pasou, nebo jako zdroj sena pro krmení v zimním období. V tom případě se tráva nechá vyrůst, načež se pokosí, usuší se a takto vzniklé seno se pak uskladňuje na zimu, kdy slouží jako základní (objemové) krmivo pro domácí zvířata i lesní zvěř. Roste též využití luk jako zdroje biomasy pro energetické a biotechnologické účely.
Vzhledem k proměnám zemědělského využití půdy, kdy se extenzivní sečení luk často ekonomicky nevyplácí, a k obecné eutrofizaci prostředí podporující růst konkurenčně silných druhů rostlin patří mnoho lučních společenstev mezi ohrožené až silně ohrožené biotopy.

## Přirozené louky
Přirozené louky vznikají na místech, kde environmentální faktory zabraňují růstu dřevin:
- Alpínská louka (též hole) – růst dřevin omezen vysokohorskými klimatickými podmínkami; v ČR např. vyfoukávané alpínské trávníky, alpínské smilkové trávníky nebo vysokobylinné nivy v lavinových drahách
- Pobřežní louka nebo slanisko (ve vnitrozemí) – růst dřevin omezen vysokou salinitou půdy
- Zaplavovaná louka – růst dřevin omezen vysokou vlhkostí půdy nebo pravidelnými záplavami
- Step (prérie, celina, pampa) – oblasti s nízkými srážkami nebo pravidelnými požáry
- Lesostep (savana) – přechodná oblast mezi lesem a stepí
- Pouštní louka – růst dřevin omezen nízkými srážkami nebo nedostatkem živin a humusu.

## Louky jako polopřirozená náhradní vegetace
V českých podmínkách je naprostá většina luk náhradní, druhotnou vegetací vzniklou odstraněním původních lesů a uměle udržovanou pravidelným sekáním nebo pastvou. K důslednějšímu oddělení travních porostů na sečené louky a pastviny došlo teprve kolem poloviny 19. století, což se následně projevilo i v druhovém složení ploch. Při opuštění pravidelného udržování se louky postupně mění v lada zarůstající několika málo konkurenčně silnými travinami či dvojděložnými bylinami, jako jsou ovsík vyvýšený, třtina křovištní, ve vlhčích podmínkách kopřiva dvoudomá nebo tužebník jilmový, posléze křovinami a náletem stromů. Ekologickým faktorem, který určuje podobu lučního společenstva, je především vlhkost. Podle ní lze následně rozlišit několik základních typů luk.

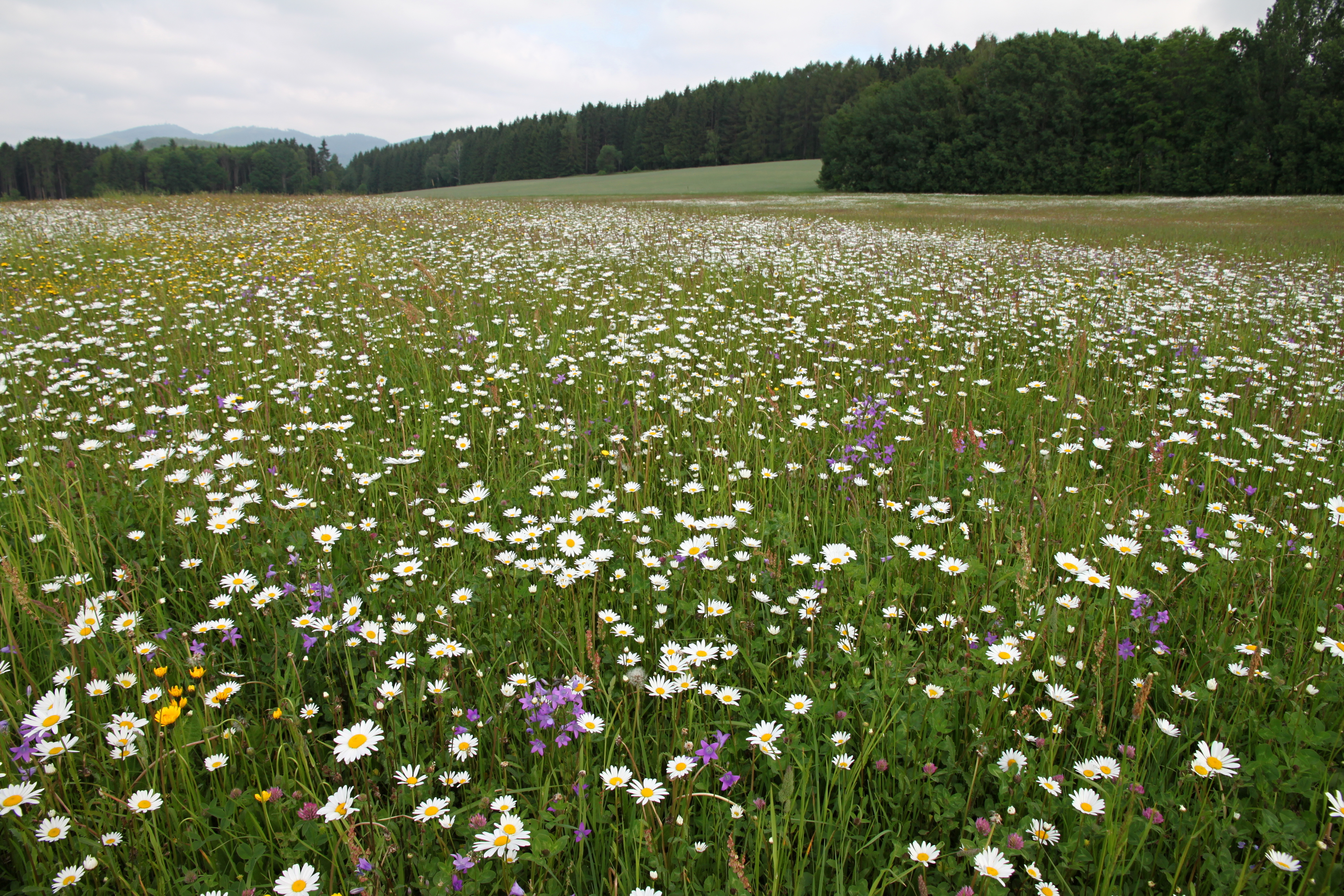
Rozkvetlá ovsíková louka s kopretinami, jetelem, zvonky a dalšími bylinami

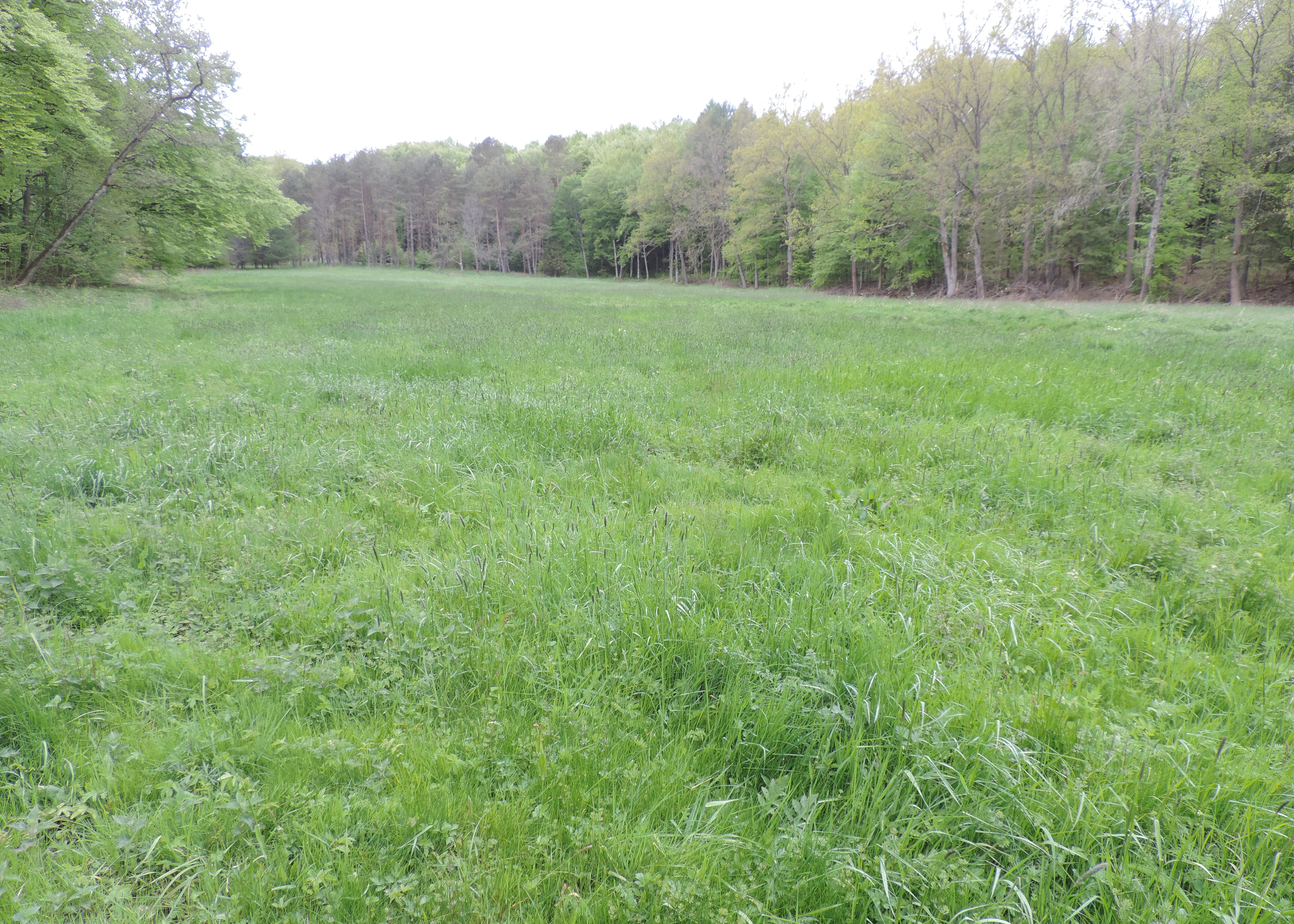
Vlhká nivní louka s psárkou na jaře

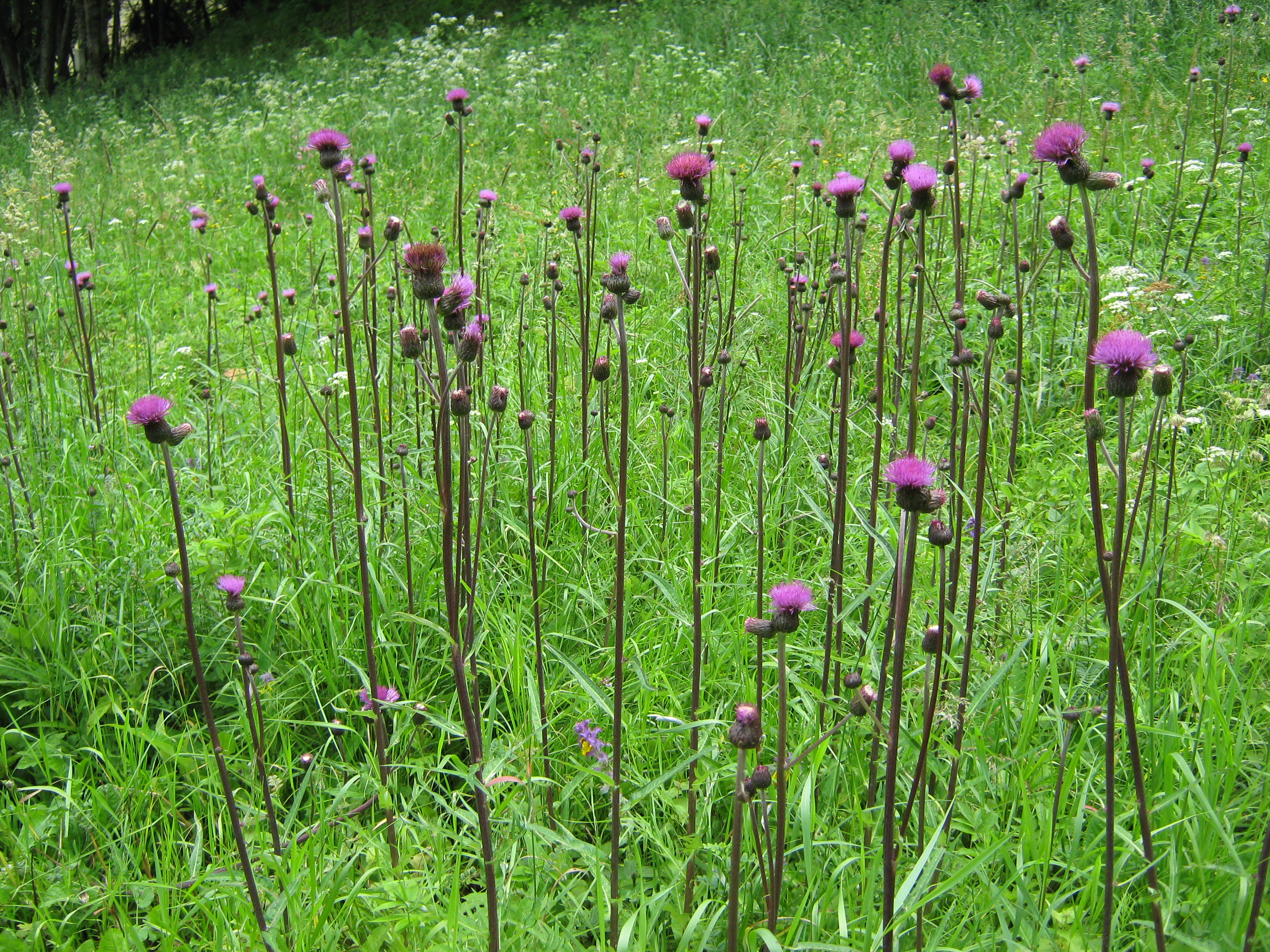
Vlhká louka s pcháčem různolistým

### Suché louky
Teplomilné a suchomilné porosty, v nichž převládají trsnaté, úzkolisté trávy, jako jsou kavyly a některé druh kostřav, na příznivějších stanovištích pak i širokolisté jednoděložné i dvouděložné byliny. Některé lze využívat jako chudé pastviny, zejména pro ovce a kozy, produktivnější porosty jako jednosečné louky. Vzhledem ke svému druhovému bohatství mají značný význam pro ochranu biodiverzity.

### Mezofilní (ovsíkové) louky
Louky mírně vlhkých poloh od nížin do podhůří, obvykle na hlubších, humózních půdách. Dominantními travami jsou ovsík vyvýšený, srha laločnatá či lipnice luční, výrazný květnatý aspekt tvoří byliny jako kopretina, pampelišky, kontryhel, zvonek rozkladitý, kohoutek luční, jetel luční, chrastavec rolní, pryskyřník prudký a další. Jedná se o dosti produktivní porosty sečené obvykle dvakrát do roka.

### Střídavě vlhké (bezkolencové) louky
Louky vyskytující se od nížin do hor převážně na živinami chudých a málo produktivních půdách, které jsou na jaře ovlivňovány podzemní vodou, ale v létě naopak silně vysychají. Společně se zde vyskytují druhy střídavě vlhkých světlých lesů (bukvice lékařská, srpice barvířská, mochna bílá, hořec hořepník) s travinami, z nichž převažuje bezkolenec modrý či rákosovitý, ale též psárka luční, tomka vonná či kostřava červená.

### Vlhké aluviální louky
Vysoce produktivní luční porosty v údolních nivách nížinných řek, na jaře často zaplavované, a tedy hnojené nánosy bahna, v létě při poklesu hladiny podzemní vody naopak mírně vysychající. Dominují zde vysoké traviny psárka luční, metlice trsnatá, medyněk vlnatý nebo kostřava luční, doprovázené kvetoucími bylinami jako kakost luční, krvavec toten, řeřišnice luční, šťovík kyselý, kostival lékařský nebo různé druhy pryskyřníků.

### Vlhké pcháčové louky
Náhradní vegetace po mokřadních olšinách a jasanovo-olšových luzích, vyskytující se od nížin do hor na těžších, humózních, trvale vlhkých, ale nezaplavovaných půdách, často v potočních nivách. Jde o vysokobylinnou vegetaci tvořenou pcháči, tužebníkem, sítinami, skřípinou lesní, výše zmíněnými travinami nivních luk, vyskytovat se mohou vlhkomilné blatouchy, ostřice, máty, kakost bahenní apod.

### Smilkové louky
Podhorské a horské louky na živinami chudých kyselých substrátech, v nichž se vyskytuje či zcela dominuje trsnatá tráva smilka tuhá. Floristicky se liší podle nadmořské výšky. Louky nad horní hranicí lesa obsahují řadu alpínských druhů a mohou být též primární (přirozenou) vegetací; naproti tomu louky podhorské místo nich obsahují teplomilnější acidofilní rostliny, jako je kostřava červená, jestřábník chlupáček, hvozdík kropenatý, mateřídouška vejčitá nebo violka psí, a jsou náhradní vegetací acidofiních bučin či smrčin. Vzhledem k velmi nízké produktivitě se využívají pouze občasně jako chudé pastviny.

## Kulturní produkční louky
Kulturní produkční louky se využívají v intenzivním zemědělství na sklizeň sena nebo jako pastviny, popř. též k produkci energeticky využitelné biomasy. Většinou vznikají po úpravě pozemku (orbou, popř. meliorací) výsevem speciálních osevních směsí obsahujících šlechtěné druhy travin a pícnin s velkou produkcí biomasy a dobrou dietetickou hodnotou. Bývají intenzivně hnojeny a sečeny i vícekrát do roka. Druhová diverzita a ekologická hodnota takových porostů je obvykle nízká. Lukařství a pastvinářství je multidisciplinární obor, využívající poznatků z biologie, ekologie, pedologie, pícninářství, pěstování rostlin a výživy hospodářských zvířat k zajištění výroby kvalitní objemné píce z travních porostů.

## Galerie

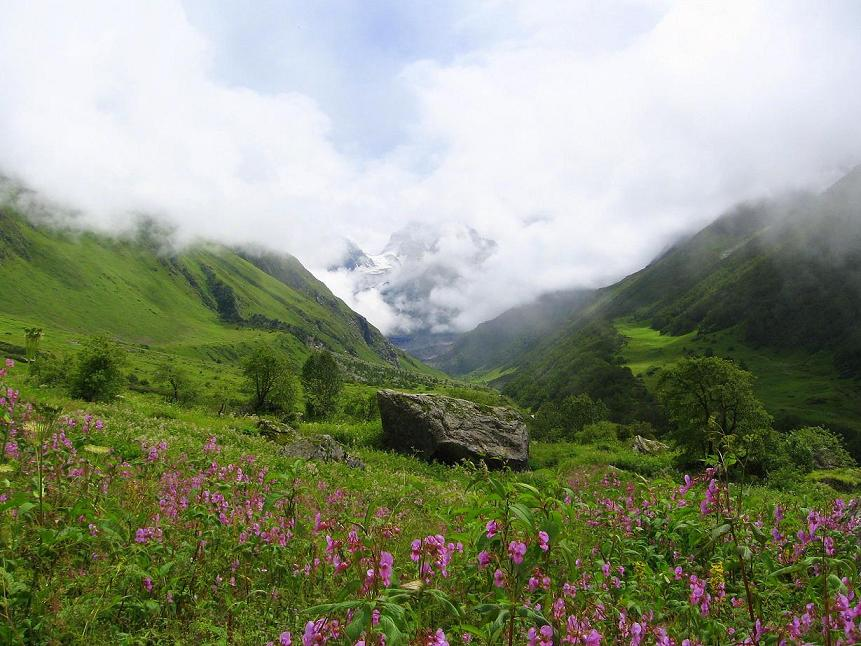
Přirozené alpské louky ve státě Uttarakhand v Indii (západní Himálaj)
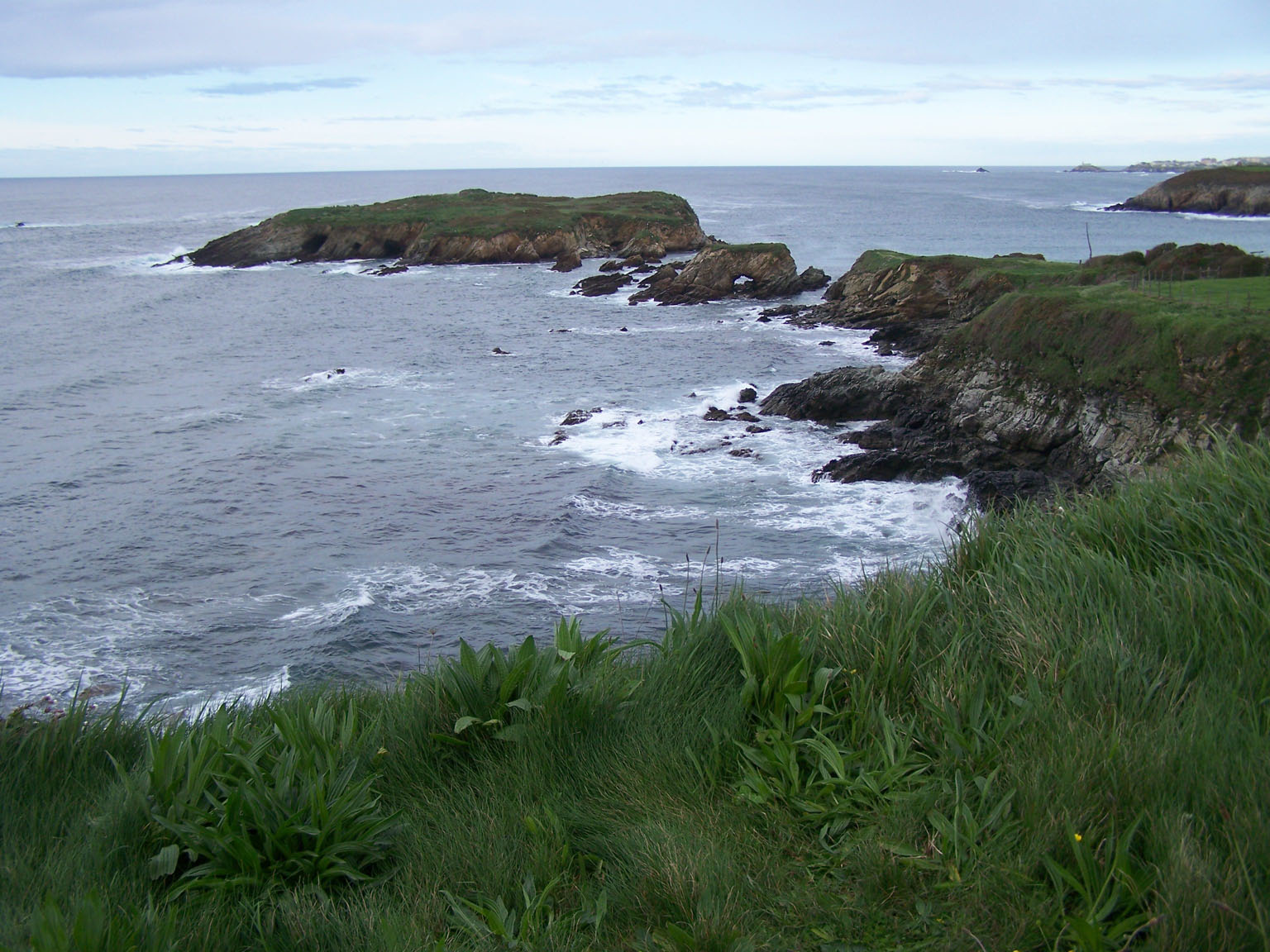
Pobřežní louka v Biskajském zálivu u Tapia de Casariego ve Španělsku
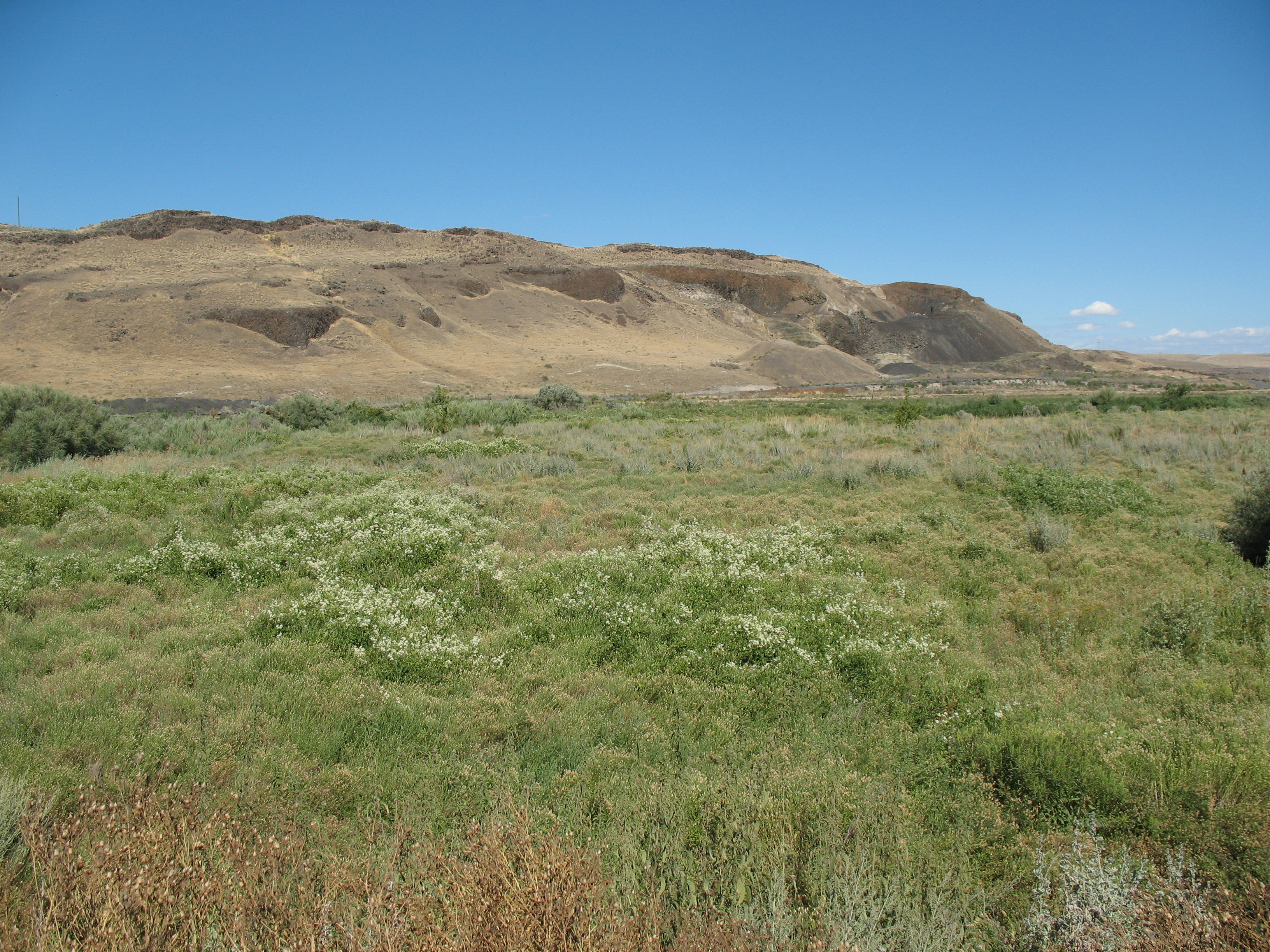
Pouštní louka u města Walla Walla v USA.
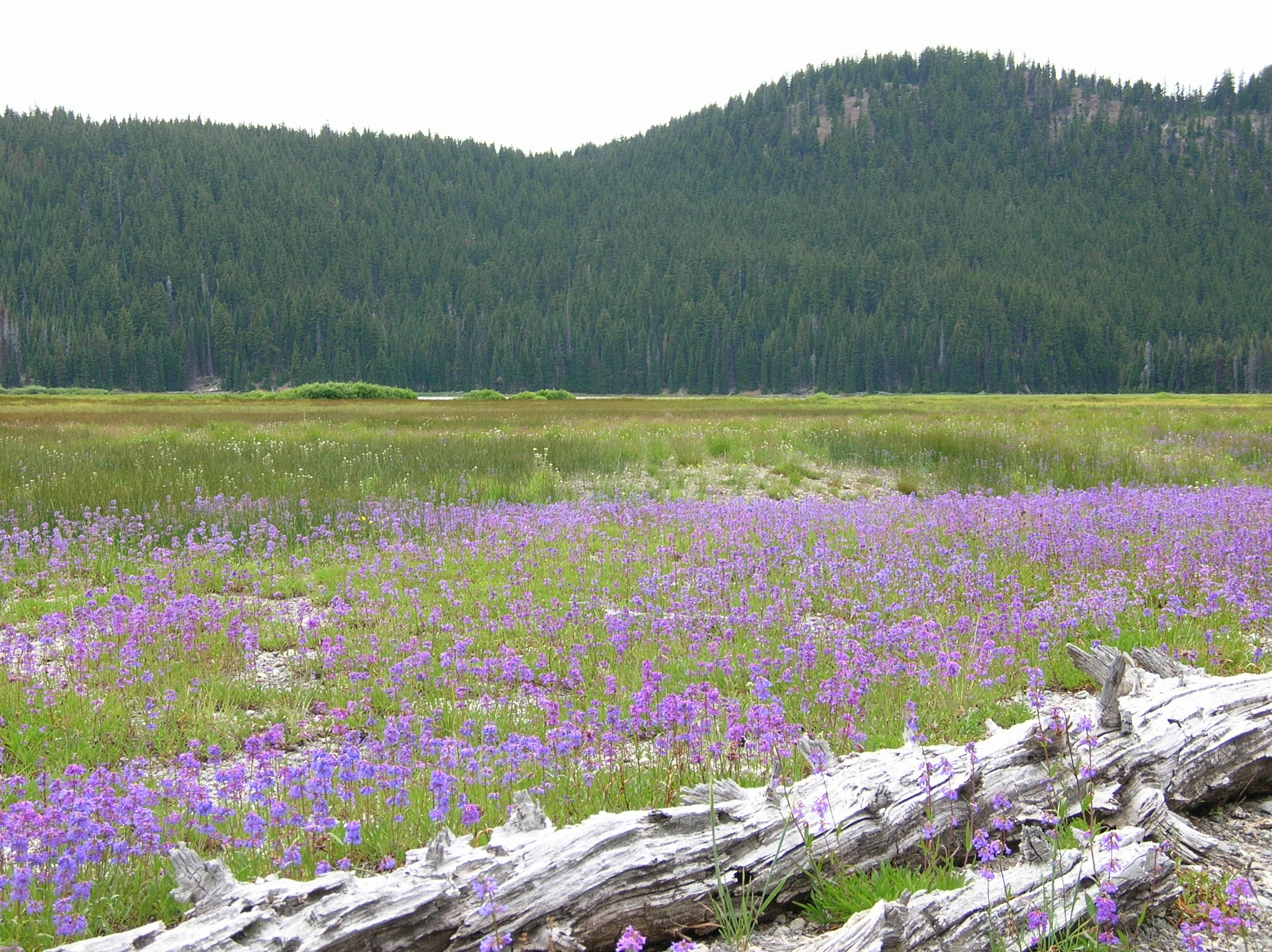
Přirozené louky Oregonu v USA.
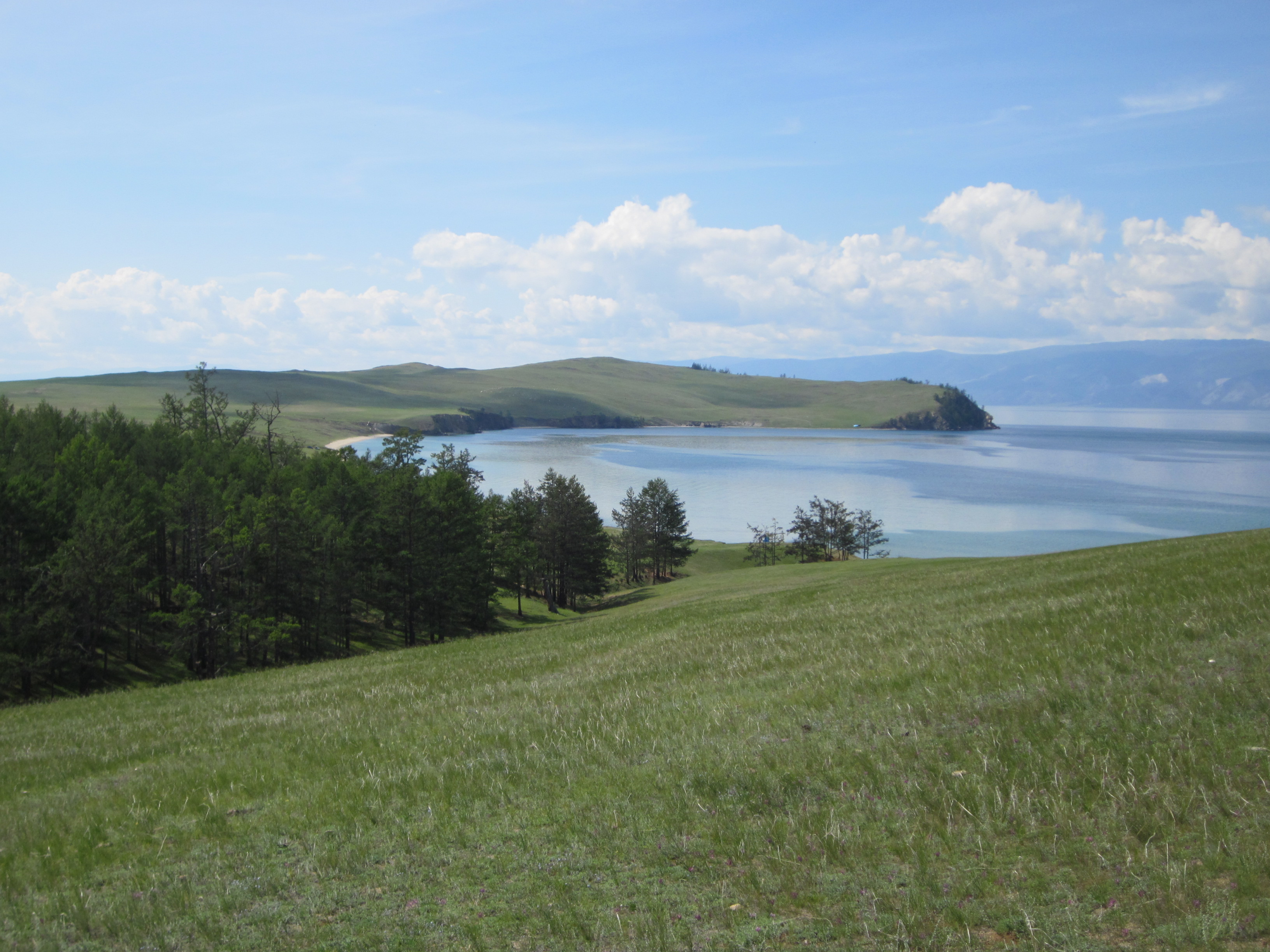
Přírodní louky a pastviny na Bajkale v Rusku.
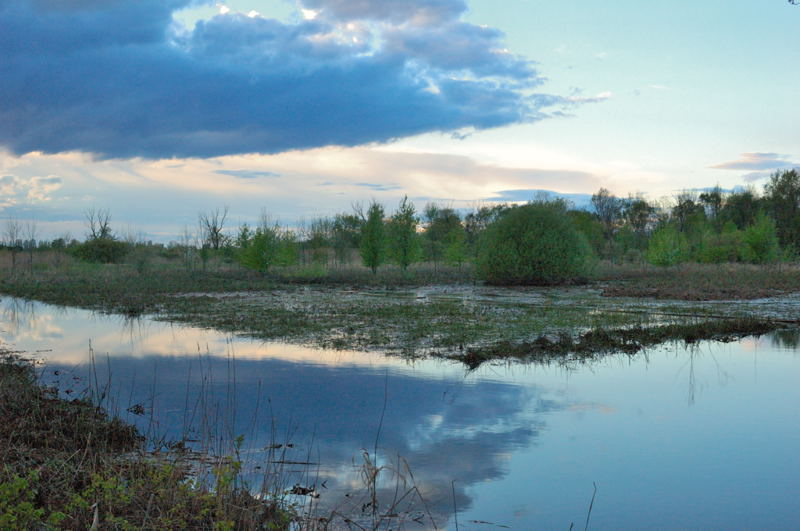
Zaplavovaná louka u Hohenau v Rakousku